# Somotor
Somotor (hongrois : Szomotor) est un village de Slovaquie situé dans la région de Košice.

## Transport
Gare entre Košice et Čierna nad Tisou (Ligne 190)

## Histoire
Première mention écrite du village en 1214.
La localité fut annexée par la Hongrie après le premier arbitrage de Vienne le 2 novembre 1938. En 1938, on comptait 848 habitants dont 111 d'origines juives. Elle faisait partie du district de Medzibodrožie (hongrois : Bodrogközi járás). Le nom de la localité avant la Seconde Guerre mondiale était Somotor/Szomotor. Durant la période 1938 - 1944, le nom hongrois Szomotor était d'usage. À la libération, la commune a été réintégrée dans la Tchécoslovaquie reconstituée.
Le hameau de Nová Vieska pri Bodrogu était une commune autonome en 1938. Il comptait 254 habitants en 1938 dont 20 juifs. Elle faisait partie du district de Medzibodrožie. Le nom de la localité avant la Seconde Guerre mondiale était Malý Újlak/Kis-Újlak. Durant la période 1938 -1944, le nom hongrois Kisújlak était d'usage.
Le hameau de Véč était une commune autonome en 1938. Il comptait 557 habitants en 1938 dont 31 juifs. Elle faisait partie du district de Medzibodrožie. Le nom de la localité avant la Seconde Guerre mondiale était Vécs. Durant la période 1938 -1944, le nom hongrois Bodrogvécs était d'usage.

## Démographie

### Évolution de la population
| Année:               | 1994. | 2004.   | 2014.   | 2024.   |
| -------------------- | ----- | ------- | ------- | ------- |
| Nombre de personnes: | 1645  | 1671    | 1507    | 1372    |
| Différence:          |       | +1,58 % | -9,81 % | -8,95 % |

| Année:               | 2023. | 2024.   |
| -------------------- | ----- | ------- |
| Nombre de personnes: | 1370  | 1372    |
| Différence:          |       | +0,14 % |